# شیر (فیلم ۲۰۱۴)
شیر (انگلیسی: Lion) فیلمی بریتانیایی در سبک درام به کارگردانی سایمون پی. ادواردز است که در سال ۲۰۱۴ منتشر شد. در این فیلم ایان ورگو، نیکلا پوزنر، جسیکا-جین استفورد و ماریو ببیک بازی کرده‌اند.